# Okres Krupina
Okres Krupina je jedním z okresů Slovenska. Leží v Banskobystrickém kraji, v jeho jihozápadní části. Na severu hraničí s okresem Banská Štiavnica a Zvolen, na jihu s okresy Veľký Krtíš a Levice.